# بئر جیر
بئر جیر (به عربی: بئر الجیر) یک شهرداری در الجزایر است که در ناحیه بئر جیر واقع شده‌است. بئر جیر ۳۲٫۴۶ کیلومتر مربع مساحت و ۱۷۱٬۸۸۳ نفر جمعیت دارد.